# 4015 ولسون-هارنغتون
4015 ولسون-هارنغتون (بالإنجليزية: 4015 Wilson–Harrington)‏ هو جرم نظام شمسي صغير يقع في جوار الأرض يُصنَّف على أنه مذنب وكويكب في الآن ذاته، وقد حظي بعدَّة أسماء عند تصنيفه بكل من هاتين الفئتين. يعتبر 4015 ولسون-هارنغتون كويكب أبولو ومذنباً دورياً في نفس الوقت، حيث أنه اكتشف بالبداية في عام 1949 كمذنَّب، فتم تسجيله وتصنيفه، إلا أنَّه فقد بعد ذلك وفشل الفلكيون في إعادة العثور عليه، لقلَّة دقة معلومات مداره. بعد ذلك بثلاثين سنة، أعيد اكتشافه من جديد، إلا أنَّ غطائه الجليدي كان قد انصهر في معظمه بسبب اقتراباته المتكرِّرة من الشمس، فتحوَّل إلى كويكب صخري، وقد أخذ الأمر أكثر من عشر سنوات حتى أدرك الفلكيون أنه كان نفس الجرم القديم، ولهذا السبب حظي الجرم بتسميات لكويكب ومذنب في الآن ذاته، ولذا يبلغ طول اسمه الرسمي حالياً 17 حرفاً، وهو أطول اسم لكويكب في العالم، إذ يتعدى حد الـ16 حرف الذي يضعه الاتحاد الفلكي الدولي لتسميات هذه الأجرام.
اكتشف المذنب في 19 نوفمبر سنة 1949 على يد الفلكيَّين ألبرت ج. ولسون وروبرت ج. هارنتغون اللَّذين يعملان في مرصد بالومار بأمريكا، فحاز تسمية 107P/ولسون-هارنغتون، لكن لم يتم رصده عقبَ اكتشافه سوى ثلاث مرات، فضاع بعدها مباشرة بسبب عجز الأرصاد القليلة عن تحديد مداره حول الشمس بما يكفي من دقَّة (اقرأ مذنب مفقود). لكن في 15 نوفمبر سنة 1979، اكتشف الفلكي إلينور ف. هيلين - الذي يعمل في مرصد بالومار أيضاً - كويكباً عابراً لمدار المريخ، أطلق عليه اسم 1979 VA، وعند إعادة رصده في 20 ديسمبر سنة 1988 حصل على رقم 4015 كترقيم دائم.
في 13 أغسطس سنة 1992، أدرك بعض الفلكيين العاملين بالمرصد أنَّ مذنب 107P/ولسون-هارنغتون وكويكب (4015) 1979 VA هما بالحقيقة نفس الجرم. فقد نجحت الأرصاد الفلكية - بحلول ذلك الوقت - بتحديد مسار الكويكب بدقّة كافية، وعندما بدأ العلماء بالعودة إلى السجلات الصوريَّة القديمة لديهم ليروا ما إذا كان قد رُصِدَ الكويكب نفسه من قبل دون إدراك وجوده أو اكتشافه، تبيَّن لهم أنه هو ذاته ذلك المذنب. كانت الصور القديمة للجرم تظهر ذيلاً ونواة، ممَّا يدل على أنه كان مذنباً بالأصل، إلا أنَّ هذه السِّمات لا تظهر في أيٍّ من صوره الحديثة، ممَّا يوحي بأنه مذنب ميّت أو غير نشط.
كانت مركبة ديب سيبس 1 قد خطَّطت للاقتراب من 4015 ولسون-هارنتغون أثناء أدائها مهامَّها في سنة 1999، إلا أنَّ بعض الأعطال التقنية حالت دون ذلك. كما وقد فكر الفلكيون بالكويكب كهدفٍ محتمل لمهمة ملتقي الكويكبات القريبة من الأرض سنة 2001، لكن تم اختيار كويكب 433 إروس عوضاً عنه.